# Philippe Burlamacchi
Pour les articles homonymes, voir Burlamacchi.
Philippe Burlamacchi (né à Sedan en 1575 et mort à Londres en 1644) était intermédiaire financier de Charles Ier (roi d'Angleterre). Sa famille était d'origine italienne, descendants exilés de Francesco Burlamacchi de Lucques. Son père Michel était lui-même banquier.
Il travailla avec son beau frère Philip Calandrini agent à Amsterdam. Burlamacchi eut l'idée de la compensation et a financé la Compagnie britannique des Indes orientales.
Sa sœur Renée épousa en secondes noces Théodore Agrippa d'Aubigné.